# Joseph Mössmer

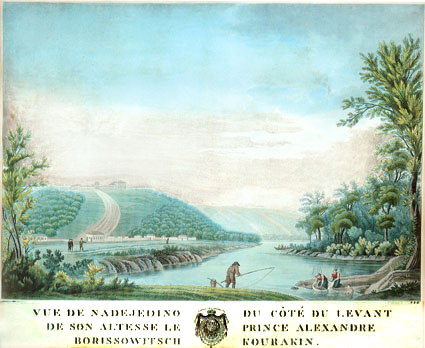
Um 1800: Palast des Fürsten Alexander Borissowitsch Kurakin in Nadeschdino

Joseph Mössmer (* 20. März 1780 in Wien; † 22. Juni 1845) war ein österreichischer Maler.

## Leben
Mössmer begann sein Studium der Malerei 1796 an der Kunstakademie in Wien bei Friedrich August Brand. Nach dem beendeten Studium wurde er dort zum Professor für Landschaftsmalerei berufen. Zu seinen Schülern gehörten u. a. Emanuel Stöckler, Johann August Heinrich, Franz Xaver Reinhold, Anton Altmann und Friedrich Loos. Er ermunterte seine Studenten zur Arbeit in freier Natur.
Sein Sohn Raimund Mössmer (1813–1874) lernte in seinem Atelier. Er war tätig für Czernin und Kinsky als Familienmaler von Paläste und Schlosser in Böhmen und Wien.